# Matignicourt-Goncourt
Matignicourt-Goncourt ist eine französische Gemeinde im Département Marne in der Region Grand Est. Sie hat eine Fläche von 9,31 km² und 156 Einwohner (2022) und liegt am Fluss Orconte.

## Bevölkerungsentwicklung
| Jahr                       | 1962 | 1968 | 1975 | 1982 | 1990 | 1999 | 2007 | 2013 | 2018 |
| -------------------------- | ---- | ---- | ---- | ---- | ---- | ---- | ---- | ---- | ---- |
| Einwohner                  | 96   | 119  | 122  | 113  | 114  | 120  | 114  | 143  | 149  |
| Quellen: Cassini und INSEE |      |      |      |      |      |      |      |      |      |

## Sehenswürdigkeiten
- Schloss Goncourt
- Kirche St-Pierre-ès-Liens (dt. St. Peter in Ketten)

## Persönlichkeiten
- Nicolas Louis de Salligny (1736–1819), Grundherr von Matignicourt und Politiker

## Weblinks

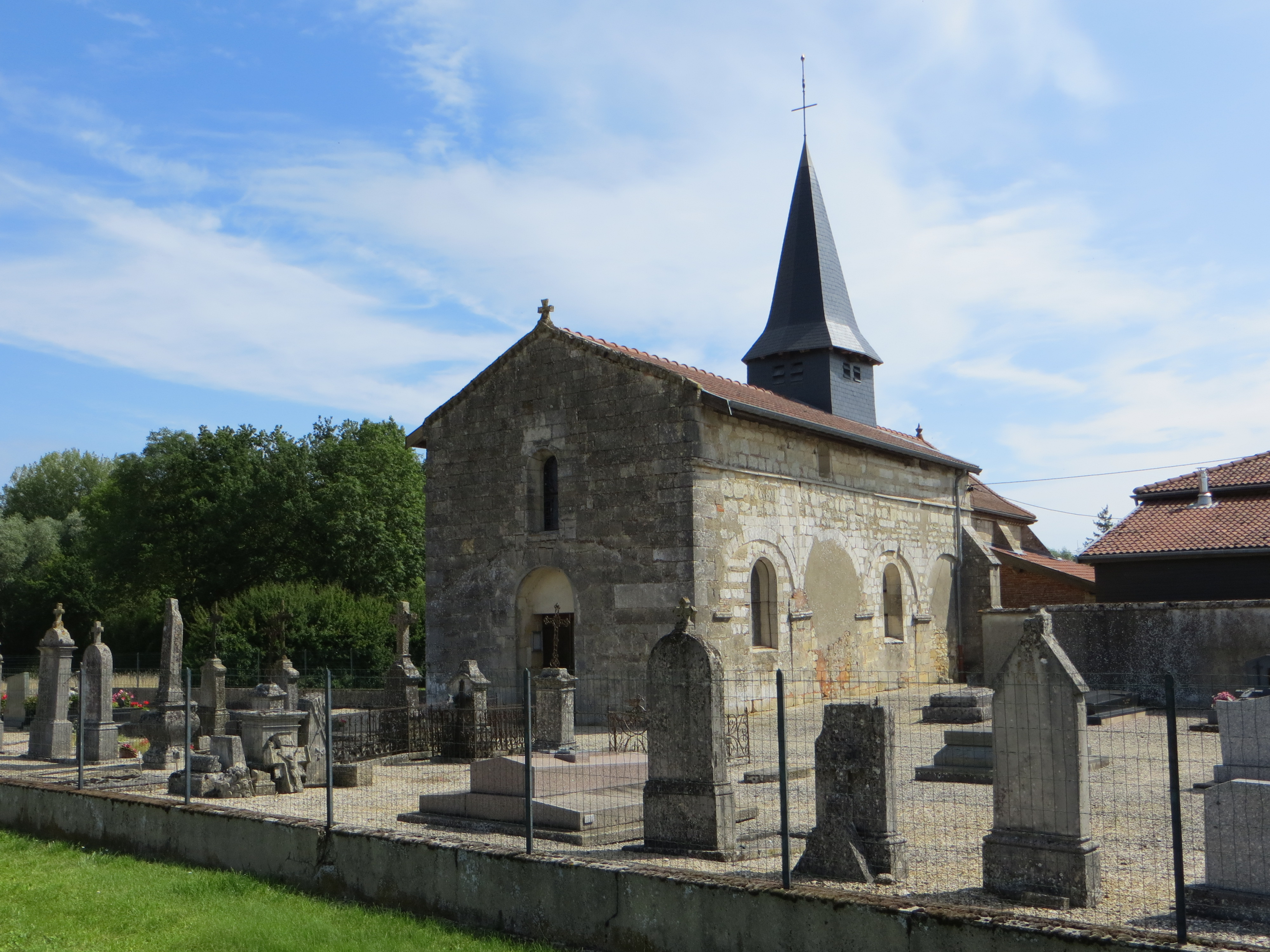
Kirche St-Pierre-ès-Liens